# Lonely One Nunatak
Der Lonely One Nunatak (englisch für Einsamer Nunatak) ist ein verwitterter und 490 m hoher Nunatak im ostantarktischen Viktorialand. Er ragt 26 km nordwestlich der Morozumi Range an der Westflanke des Zusammenflusses von Gressitt- und Rennick-Gletscher auf.
Die Nordgruppe einer von 1963 bis 1964 dauernden Kampagne im Rahmen der New Zealand Geological Survey Antarctic Expedition benannte ihn nach seiner isolierten Lage.